# Alinska lijaza
Alinska lijaza (EC 4.4.1.4, alinaza, cistein sulfoksidna lijaza, alkilcistein sulfoksidna lijaza, S-alkilcistein sulfoksidna lijaza, L-cistein sulfoksidna lijaza, S-alkil--cistein sulfoksidna lijaza, alin alkil-sulfenat-lijaza) je enzim sa sistematskim imenom S-alkil--cistein S-oksid alkil-sulfenat-lijaza (formira 2-aminoakrilat). Ovaj enzim katalizuje sledeću hemijsku reakciju
-alkil--cistein -oksid {\displaystyle \rightleftharpoons } alkil sulfenat + 2-aminoakrilat
Ovaj enzim je piridoksal-fosfatni protein.

## Literatura
- Nicholas C. Price; Lewis Stevens (1999). Fundamentals of Enzymology: The Cell and Molecular Biology of Catalytic Proteins (Third изд.). USA: Oxford University Press. ISBN 019850229X.
- Eric J. Toone (2006). Advances in Enzymology and Related Areas of Molecular Biology, Protein Evolution (Volume 75 изд.). Wiley-Interscience. ISBN 0471205036.
- Branden C; Tooze J. Introduction to Protein Structure. New York, NY: Garland Publishing. ISBN 0-8153-2305-0.
- Irwin H. Segel. Enzyme Kinetics: Behavior and Analysis of Rapid Equilibrium and Steady-State Enzyme Systems (Book 44 изд.). Wiley Classics Library. ISBN 0471303097.

## Spoljašnje veze
- Alliin+lyase на 